# Kemuning (Bejen)
Kemuning is een bestuurslaag in het regentschap Temanggung van de provincie Midden-Java, Indonesië. Kemuning telt 451 inwoners (volkstelling 2010).